# Eleições autárquicas portuguesas de 1979 no distrito de Leiria
| Eleições autárquicas portuguesas de 1979 Distritos: Aveiro \| Beja \| Braga \| Bragança \| Castelo Branco \| Coimbra \| Évora \| Faro \| Guarda \| Leiria \| Lisboa \| Portalegre \| Porto \| Santarém \| Setúbal \| Viana do Castelo \| Vila Real \| Viseu \| Açores \| Madeira |

## Resultados por concelho
Os resultados nos concelhos do distrito de Leiria foram os seguintes:

### Alcobaça
| Partido                 | Partido                   | Votos  | %               | +/-  | Vereadores | +/-     |
| ----------------------- | ------------------------- | ------ | --------------- | ---- | ---------- | ------- |
|                         | Aliança Democrática       | 13 289 | 49,79 / 100,00  | Novo | 4 / 7      | Novo    |
|                         | Partido Socialista        | 10 439 | 39,11 / 100,00  | 0,62 | 3 / 7      | Estável |
|                         | Aliança Povo Unido        | 2 153  | 8,07 / 100,00   | 0,08 | 0 / 7      | Estável |
|                         | União Democrática Popular | 215    | 0,81 / 100,00   | -    | 0 / 7      | -       |
| Votos Inválidos         | Votos Inválidos           | 592    | 2,22 / 100,00   | 2,36 |            |         |
| Total                   | Total                     | 26 688 | 100,00 / 100,00 |      | 7 / 7      |         |
| Eleitorado/Participação | Eleitorado/Participação   | 37 673 | 70,84 / 100,00  | 6,51 |            |         |

### Alvaiázere
| Partido                 | Partido                 | Votos | %               | +/-   | Vereadores | +/-     |
| ----------------------- | ----------------------- | ----- | --------------- | ----- | ---------- | ------- |
|                         | Aliança Democrática     | 5 123 | 84,26 / 100,00  | Novo  | 5 / 5      | Novo    |
|                         | Partido Socialista      | 708   | 11,64 / 100,00  | 30,13 | 0 / 5      | Baixa   |
|                         | Aliança Povo Unido      | 97    | 1,60 / 100,00   | 0,89  | 0 / 5      | Estável |
| Votos Inválidos         | Votos Inválidos         | 152   | 2,50 / 100,00   | 2,06  |            |         |
| Total                   | Total                   | 6 080 | 100,00 / 100,00 |       | 5 / 5      |         |
| Eleitorado/Participação | Eleitorado/Participação | 8 287 | 73,37 / 100,00  | 14,92 |            |         |

### Ansião
| Partido                 | Partido                 | Votos  | %               | +/-  | Vereadores | +/-     |
| ----------------------- | ----------------------- | ------ | --------------- | ---- | ---------- | ------- |
|                         | Aliança Democrática     | 6 645  | 80,01 / 100,00  | Novo | 6 / 7      | Novo    |
|                         | Partido Socialista      | 1 111  | 13,38 / 100,00  | 3,29 | 1 / 7      | Estável |
|                         | Aliança Povo Unido      | 414    | 4,98 / 100,00   | 2,03 | 0 / 7      | Estável |
| Votos Inválidos         | Votos Inválidos         | 135    | 1,63 / 100,00   | 2,84 |            |         |
| Total                   | Total                   | 8 305  | 100,00 / 100,00 |      | 7 / 7      |         |
| Eleitorado/Participação | Eleitorado/Participação | 11 221 | 74,01 / 100,00  | 9,14 |            |         |

### Batalha
| Partido                 | Partido                      | Votos | %               | +/-   | Vereadores | +/-     |
| ----------------------- | ---------------------------- | ----- | --------------- | ----- | ---------- | ------- |
|                         | Partido Social Democrata     | 4 095 | 62,29 / 100,00  | 25,10 | 4 / 5      | 2       |
|                         | Centro Democrático Social    | 1 224 | 18,62 / 100,00  | 16,47 | 1 / 5      | 1       |
|                         | Partido Socialista           | 766   | 11,65 / 100,00  | 10,44 | 0 / 5      | 1       |
|                         | Aliança Povo Unido           | 201   | 3,06 / 100,00   | 0,72  | 0 / 5      | Estável |
|                         | Partido Popular Monárquico   | 102   | 1,55 / 100,00   | -     | 0 / 5      | -       |
|                         | Partido da Democracia Cristã | 43    | 0,65 / 100,00   | -     | 0 / 5      | -       |
| Votos Inválidos         | Votos Inválidos              | 143   | 2,17 / 100,00   | 1,12  |            |         |
| Total                   | Total                        | 6 574 | 100,00 / 100,00 |       | 5 / 5      |         |
| Eleitorado/Participação | Eleitorado/Participação      | 8 655 | 75,96 / 100,00  | 4,95  |            |         |

### Bombarral
| Partido                 | Partido                 | Votos  | %               | +/-  | Vereadores | +/-     |
| ----------------------- | ----------------------- | ------ | --------------- | ---- | ---------- | ------- |
|                         | Aliança Democrática     | 4 334  | 62,26 / 100,00  | Novo | 5 / 7      | Novo    |
|                         | Aliança Povo Unido      | 1 320  | 18,96 / 100,00  | 1,51 | 1 / 7      | Estável |
|                         | Partido Socialista      | 1 094  | 15,72 / 100,00  | 8,66 | 1 / 7      | 1       |
| Votos Inválidos         | Votos Inválidos         | 213    | 3,06 / 100,00   | 1,12 |            |         |
| Total                   | Total                   | 6 961  | 100,00 / 100,00 |      | 7 / 7      |         |
| Eleitorado/Participação | Eleitorado/Participação | 10 253 | 67,89 / 100,00  | 7,00 |            |         |

### Caldas da Rainha
| Partido                 | Partido                   | Votos  | %               | +/-   | Vereadores | +/-     |
| ----------------------- | ------------------------- | ------ | --------------- | ----- | ---------- | ------- |
|                         | Partido Social Democrata  | 11 109 | 55,13 / 100,00  | 17,79 | 4 / 7      | 1       |
|                         | Partido Socialista        | 3 776  | 18,74 / 100,00  | 13,97 | 1 / 7      | 2       |
|                         | Aliança Povo Unido        | 2 503  | 12,42 / 100,00  | 2,91  | 1 / 7      | 1       |
|                         | Centro Democrático Social | 2 231  | 11,07 / 100,00  | 4,92  | 1 / 7      | Estável |
| Votos Inválidos         | Votos Inválidos           | 532    | 2,64 / 100,00   | 1,06  |            |         |
| Total                   | Total                     | 20 151 | 100,00 / 100,00 |       | 7 / 7      |         |
| Eleitorado/Participação | Eleitorado/Participação   | 30 208 | 66,71 / 100,00  | 7,34  |            |         |

### Castanheira de Pêra
| Partido                 | Partido                                        | Votos | %               | +/-   | Vereadores | +/-     |
| ----------------------- | ---------------------------------------------- | ----- | --------------- | ----- | ---------- | ------- |
|                         | Partido Socialista                             | 1 616 | 55,02 / 100,00  | 3,17  | 3 / 5      | 1       |
|                         | Partido Social Democrata                       | 913   | 31,09 / 100,00  | 2,85  | 2 / 5      | 1       |
|                         | União da Esquerda para a Democracia Socialista | 232   | 7,90 / 100,00   | Novo  | 0 / 5      | Novo    |
|                         | Aliança Povo Unido                             | 76    | 2,59 / 100,00   | 4,91  | 0 / 5      | Estável |
| Votos Inválidos         | Votos Inválidos                                | 100   | 3,41 / 100,00   | 2,66  |            |         |
| Total                   | Total                                          | 2 937 | 100,00 / 100,00 |       | 5 / 5      |         |
| Eleitorado/Participação | Eleitorado/Participação                        | 3 828 | 76,72 / 100,00  | 10,31 |            |         |

### Figueiró dos Vinhos
| Partido                 | Partido                   | Votos | %               | +/-   | Vereadores | +/-     |
| ----------------------- | ------------------------- | ----- | --------------- | ----- | ---------- | ------- |
|                         | Partido Social Democrata  | 3 095 | 59,01 / 100,00  | 18,66 | 3 / 5      | 1       |
|                         | Centro Democrático Social | 1 792 | 34,17 / 100,00  | 2,89  | 2 / 5      | Estável |
|                         | Aliança Povo Unido        | 171   | 3,26 / 100,00   | 1,66  | 0 / 5      | Estável |
| Votos Inválidos         | Votos Inválidos           | 187   | 3,57 / 100,00   | 0,81  |            |         |
| Total                   | Total                     | 5 245 | 100,00 / 100,00 |       | 5 / 5      |         |
| Eleitorado/Participação | Eleitorado/Participação   | 6 914 | 75,86 / 100,00  | 31,02 |            |         |

### Leiria
| Partido                 | Partido                   | Votos  | %               | +/-  | Vereadores | +/-     |
| ----------------------- | ------------------------- | ------ | --------------- | ---- | ---------- | ------- |
|                         | Partido Social Democrata  | 17 767 | 39,86 / 100,00  | 2,44 | 4 / 9      | Estável |
|                         | Centro Democrático Social | 13 661 | 30,65 / 100,00  | 5,22 | 3 / 9      | Estável |
|                         | Partido Socialista        | 7 889  | 17,70 / 100,00  | 6,73 | 2 / 9      | Estável |
|                         | Aliança Povo Unido        | 3 243  | 7,28 / 100,00   | 2,03 | 0 / 9      | Estável |
|                         | PCTP/MRPP                 | 249    | 0,56 / 100,00   | 0,22 | 0 / 9      | Estável |
| Votos Inválidos         | Votos Inválidos           | 1 768  | 3,96 / 100,00   | 0,92 |            |         |
| Total                   | Total                     | 44 577 | 100,00 / 100,00 |      | 9 / 9      |         |
| Eleitorado/Participação | Eleitorado/Participação   | 62 671 | 71,13 / 100,00  | 5,98 |            |         |

### Marinha Grande
| Partido                 | Partido                                | Votos  | %               | +/-   | Vereadores | +/-     |
| ----------------------- | -------------------------------------- | ------ | --------------- | ----- | ---------- | ------- |
|                         | Aliança Povo Unido                     | 7 389  | 46,34 / 100,00  | 7,62  | 4 / 7      | 1       |
|                         | Partido Socialista                     | 4 717  | 29,58 / 100,00  | 12,79 | 2 / 7      | 2       |
|                         | Partido Social Democrata               | 3 099  | 19,44 / 100,00  | 8,96  | 1 / 7      | 1       |
|                         | União Democrática Popular              | 284    | 1,78 / 100,00   | -     | 0 / 7      | -       |
|                         | Partido Operário de Unidade Socialista | 98     | 0,61 / 100,00   | Novo  | 0 / 7      | Novo    |
|                         | PCTP/MRPP                              | 67     | 0,42 / 100,00   |       | 0 / 7      | Estável |
| Votos Inválidos         | Votos Inválidos                        | 290    | 1,82 / 100,00   | 1,20  |            |         |
| Total                   | Total                                  | 15 944 | 100,00 / 100,00 |       | 7 / 7      |         |
| Eleitorado/Participação | Eleitorado/Participação                | 21 110 | 75,53 / 100,00  | 4,21  |            |         |

### Nazaré
| Partido                 | Partido                   | Votos  | %               | +/-  | Vereadores | +/-     |
| ----------------------- | ------------------------- | ------ | --------------- | ---- | ---------- | ------- |
|                         | Partido Socialista        | 3 138  | 43,27 / 100,00  | 1,97 | 3 / 7      | Estável |
|                         | Aliança Democrática       | 2 434  | 33,56 / 100,00  | Novo | 3 / 7      | Novo    |
|                         | Aliança Povo Unido        | 1 123  | 15,49 / 100,00  | 2,38 | 1 / 7      | 1       |
|                         | União Democrática Popular | 303    | 4,18 / 100,00   | -    | 0 / 7      | -       |
| Votos Inválidos         | Votos Inválidos           | 254    | 3,50 / 100,00   | 4,19 |            |         |
| Total                   | Total                     | 7 252  | 100,00 / 100,00 |      | 7 / 7      | 2       |
| Eleitorado/Participação | Eleitorado/Participação   | 11 059 | 65,58 / 100,00  | 2,80 |            |         |

### Óbidos
| Partido                 | Partido                 | Votos | %               | +/-   | Vereadores | +/-     |
| ----------------------- | ----------------------- | ----- | --------------- | ----- | ---------- | ------- |
|                         | Partido Socialista      | 2 474 | 49,78 / 100,00  | 10,16 | 3 / 5      | 1       |
|                         | Aliança Democrática     | 1 603 | 32,25 / 100,00  | Novo  | 2 / 5      | Novo    |
|                         | Aliança Povo Unido      | 674   | 13,56 / 100,00  | 3,81  | 0 / 5      | Estável |
| Votos Inválidos         | Votos Inválidos         | 219   | 4,41 / 100,00   | 1,72  |            |         |
| Total                   | Total                   | 4 970 | 100,00 / 100,00 |       | 5 / 5      |         |
| Eleitorado/Participação | Eleitorado/Participação | 7 662 | 64,87 / 100,00  | 8,25  |            |         |

### Pedrógão Grande
| Partido                 | Partido                  | Votos | %               | +/-   | Vereadores | +/-     |
| ----------------------- | ------------------------ | ----- | --------------- | ----- | ---------- | ------- |
|                         | Partido Social Democrata | 2 103 | 69,75 / 100,00  | 7,87  | 4 / 5      | Estável |
|                         | Partido Socialista       | 671   | 22,26 / 100,00  | 1,26  | 1 / 5      | Estável |
|                         | Aliança Povo Unido       | 112   | 3,71 / 100,00   | 0,70  | 0 / 5      | Estável |
| Votos Inválidos         | Votos Inválidos          | 129   | 4,28 / 100,00   | 0,89  |            |         |
| Total                   | Total                    | 3 015 | 100,00 / 100,00 |       | 5 / 5      |         |
| Eleitorado/Participação | Eleitorado/Participação  | 4 769 | 63,22 / 100,00  | 10,53 |            |         |

### Peniche
| Partido                 | Partido                  | Votos  | %               | +/-   | Vereadores | +/-     |
| ----------------------- | ------------------------ | ------ | --------------- | ----- | ---------- | ------- |
|                         | Partido Social Democrata | 5 082  | 39,72 / 100,00  | 18,55 | 3 / 7      | 1       |
|                         | Aliança Povo Unido       | 3 937  | 30,77 / 100,00  | 0,42  | 2 / 7      | Estável |
|                         | Partido Socialista       | 3 449  | 26,96 / 100,00  | 7,54  | 2 / 7      | 1       |
| Votos Inválidos         | Votos Inválidos          | 326    | 2,54 / 100,00   | 2,03  |            |         |
| Total                   | Total                    | 12 794 | 100,00 / 100,00 |       | 7 / 7      |         |
| Eleitorado/Participação | Eleitorado/Participação  | 17 444 | 73,34 / 100,00  | 8,10  |            |         |

### Pombal
| Partido                 | Partido                   | Votos  | %               | +/-   | Vereadores | +/-     |
| ----------------------- | ------------------------- | ------ | --------------- | ----- | ---------- | ------- |
|                         | Partido Social Democrata  | 7 879  | 36,62 / 100,00  | 6,08  | 3 / 7      | 1       |
|                         | Centro Democrático Social | 6 362  | 29,57 / 100,00  | 13,08 | 2 / 7      | 1       |
|                         | Partido Socialista        | 5 534  | 25,72 / 100,00  | 5,21  | 2 / 7      | Estável |
|                         | Aliança Povo Unido        | 955    | 4,44 / 100,00   | 0,01  | 0 / 7      | Estável |
| Votos Inválidos         | Votos Inválidos           | 788    | 3,67 / 100,00   | 1,76  |            |         |
| Total                   | Total                     | 21 518 | 100,00 / 100,00 |       | 7 / 7      |         |
| Eleitorado/Participação | Eleitorado/Participação   | 36 964 | 58,21 / 100,00  | 14,26 |            |         |

### Porto de Mós
| Partido                 | Partido                   | Votos  | %               | +/-   | Vereadores | +/-     |
| ----------------------- | ------------------------- | ------ | --------------- | ----- | ---------- | ------- |
|                         | Partido Social Democrata  | 4 448  | 41,34 / 100,00  | 2,19  | 3 / 7      | Estável |
|                         | Centro Democrático Social | 3 498  | 32,51 / 100,00  | 7,20  | 3 / 7      | 1       |
|                         | Aliança Povo Unido        | 1 327  | 12,33 / 100,00  | 3,47  | 1 / 7      | 1       |
|                         | Partido Socialista        | 1 106  | 10,28 / 100,00  | 12,19 | 0 / 7      | 2       |
| Votos Inválidos         | Votos Inválidos           | 380    | 3,53 / 100,00   | 0,68  |            |         |
| Total                   | Total                     | 10 759 | 100,00 / 100,00 |       | 7 / 7      |         |
| Eleitorado/Participação | Eleitorado/Participação   | 15 256 | 70,52 / 100,00  | 2,42  |            |         |